# 岳城街道
岳城街道，是中华人民共和国四川省资阳市安岳县下辖的一个乡镇级行政单位。2019年12月，设立岳城街道，将岳阳镇土城门社区、龙王庙社区、奎星阁社区、四方井社区、铁峰社区、洗墨池社区、王家坝社区、奎安社区、龙井社区、龙凤社区、金花村、望城村、龙潭村、贾岛村、竹林村、文昌村、南桥村、白石村、岳一村、深沟村、岳井村、长水村、梓潼村、五里村、关新村所属行政区域划归岳城街道管辖。

## 行政区划
岳城街道下辖以下地区：
土城门社区、龙王庙社区、奎星阁社区、四方井社区、铁峰社区、洗墨池社区、王家坝社区、奎安社区、龙井社区、龙凤社区、金花村、望城村、龙潭村、贾岛村、竹林村、文昌村、南桥村、白石村、岳一村、深沟村、岳井村、长水村、梓潼村、五里村、关新村